# 帝国直辖采邑

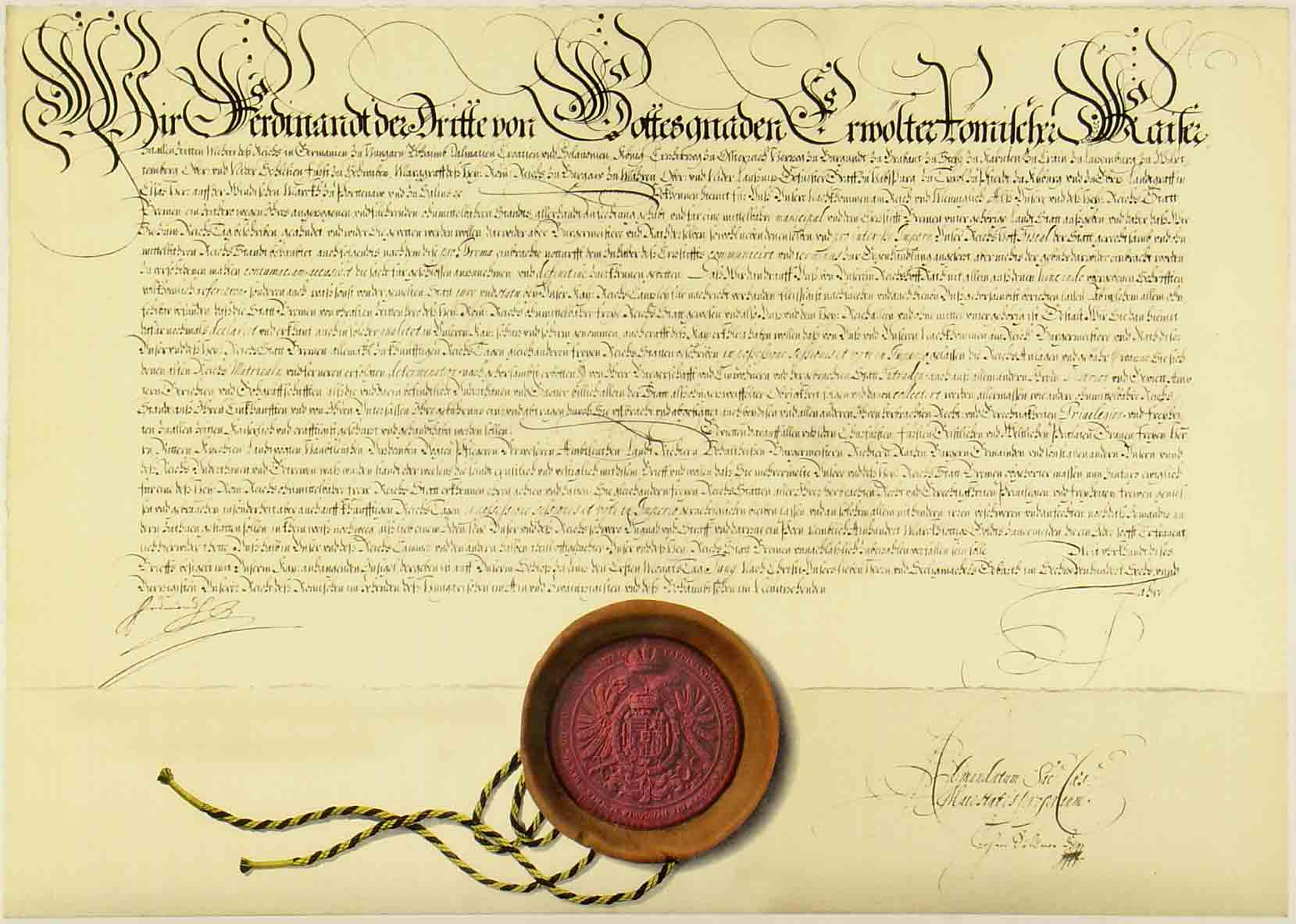
1646年，费迪南三世确认了德国不来梅市的直辖地位。

帝国直辖采邑（德语：Reichsunmittelbarkeit 或 Reichsfreiheit）指在神圣罗马帝国内，一个领地直接隶属于皇帝与帝国（Kaiser und Reich），而无须通过任何中间领主管辖的法律地位；反之，未获此地位者则被定义为“间接属权采邑”（mittelbar）。
拥有帝国直属采邑的实体享有一种宪法意义上的特殊领土权威，称为“领地国家主权”（Landeshoheit）。这种权利近乎于完全主权，但因领地国家的统治者仍需对帝国制度与帝国法负责，故并非真正独立。至近代早期，帝国境内存在逾1800个直属领地，规模悬殊——既有奥地利、巴伐利亚、萨克森与勃兰登堡等广袤邦国，也有数百个仅数平方公里甚至更小的帝国骑士领地（此类微型领地在数量上占据绝对优势）。

## 界定
帝国直辖采邑的判定标准随时代变迁而模糊难辨，尤以中世纪为甚。就城市而言，其地位相对明确：帝国自由市（Reichsstädte）直接受皇帝司法管辖与征税，首份权威名录可见于1241年的帝国税册。对于贵族阶层，是否获封帝国采邑及是否出身显赫世家被视为直属权核心标准。然至中世纪晚期，伯爵虽常从邻近诸侯处获得封地，仍普遍被认定为直属帝国。
主教的直属权则自动生效于其获封主教采邑（Hochstift）并被授予豁免特权之时。修道院长的地位则较为暧昧——部分虽被承认为直属，却未直接受封于皇帝。总体而言，中世纪直属权的正式授予相对次要，关键在于能否在权力博弈中捍卫自身诉求。
自腓特烈·巴巴罗萨（1152–1190年在位）统治时期起，诸侯与皇权关系逐步重构。巴巴罗萨将直属封臣限定为大主教、主教与帝国修道院长（约90人），同时将部分公爵、边疆伯爵与伯爵擢升为帝国显贵诸侯（maiores imperii principes）。这些显贵与皇室侍从（需在宫廷行效忠礼）及效忠皇室的自由市共同构成直属封臣体系。13世纪以降，诸侯通过迫使其他领主成为其附庸并纳入自身领地（领地化），逐步切断后者与皇权的直接法律联系，使其沦为"间接属权"。这种排他性策略强化了诸侯集团的垄断地位。
中世纪盛期，主教、修道院长与自由市作为直属的主要受益者，需承担严苛义务：向皇帝缴纳赋税、提供兵役与行宫接待。然而自13世纪中叶的大空位时代起，随着皇帝权威式微（其权力逐渐局限于执行帝国议会立法），直属实体反而获得原属皇权的广泛权利。

## 代表权与等级体系
部分直辖采邑享有亲自出席帝国议会（Reichstag）并行使独立表决权（votum virile）的特权，主要包括：
- 七大选帝侯：由1356年《金玺诏书》确立的选侯集团；包括美因茨选帝侯、科隆选帝侯、特里尔选帝侯、勃兰登堡选帝侯、萨克森选帝侯、普法尔茨选帝侯及波西米亚王国。
- 其他世俗诸侯：公爵（Dukes）、边疆伯爵（Margraves）、方伯（Landgraves）等；
- 教会诸侯：主教亲王（Prince-Bishops）、修道院长亲王（Prince-Abbots）及教务长亲王（Prince-Provosts）。

以上群体统称为帝国政治体（Reichsstände），与99个直属伯爵领、40个直属修道院（含男女修道院长）及50个帝国自由市共同构成议会成员。其中自由市以“城市联盟”形式仅享有一个集体表决权（votum curiatum）。
帝国骑士团（Reichsritter）以及部分修道院与小领地虽具直属地位，却无议会代表权。这些实体多为中世纪盛期直属皇权的残余领土，后多被抵押给诸侯管辖。
某些“亲王”头衔持有者虽名义上直属皇帝，实则极少行使权利。例如基姆湖（Chiemsee）、古尔克（Gurk）与塞考（Seckau）的主教，在法理上是帝国亲王，但实际从属于萨尔茨堡大主教亲王（Prince-Archbishop of Salzburg）的权威之下。